# Usambaravävare
Usambaravävare (Ploceus nicolli) är en afrikansk fågel i familjen vävare. Arten är endemisk för Tanzania.

## Utseende och läten
Usambaravävaren är en medelstor (13–14 cm), skogslevande medlem av familjen som födosöker utmed trädgrenar och stammar på nötväckemanér. Ovansidan är matt svart, med mörkbrunt huvud, mattgul panna och gulaktig fläck i nacken. Undersidan är citrongul. Under den svartaktiga hakan syns en otydlig orangebrun fläck. Honan liknar hanen men har ljusare brunt huvud. Båda könen har lysande gula ögon och svart näbb. Lätet är ett mjukt men ljust "si swee-ee".

## Utbredning och systematik
Usambaravävare behandlas antingen som monotypisk eller delas in i två underarter med följande utbredning:
- Ploceus nicolli nicolli – förekommer i nordöstra Tanzania (Usambarabergen)
- Ploceus nicolli anderseni – förekommer i Ulugurubergen och i Udzungwabergens nationalpark i Tanzania

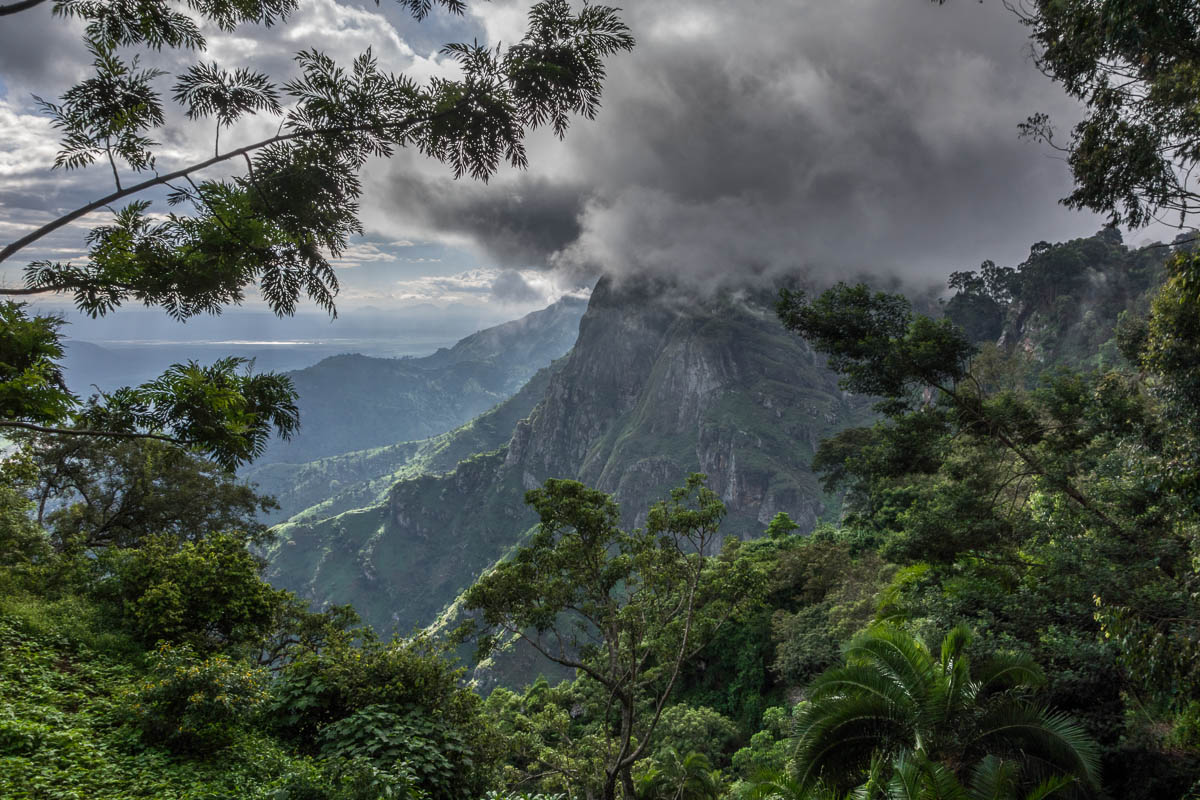
Usambarabergen där arten förekommer.

## Status
IUCN kategoriserar arten som nära hotad.

## Namn
Fågelns vetenskapliga artnamn hedrar den engelske ornitologen och naturforskaren Michael John Nicoll (1880-1925).